# One the Woman – Eine Frau schlägt zurück
One the Woman – Eine Frau schlägt zurück (koreanischer Originaltitel: 원 더 우먼; RR: Won Deo Umeon) ist eine südkoreanische Dramaserie, die von Gill Pictures umgesetzt wurde. In Südkorea fand die Premiere der Serie am 17. September 2021 auf SBS statt. Im deutschsprachigen Raum wurde die Serie erstmals am 1. Oktober 2022 von Netflix mit deutschen Untertiteln veröffentlicht. Die deutschsprachige TV-Premiere der Serie fand am 31. August 2024 auf dem Pay-TV-Sender RTL Passion statt.

## Handlung
Jo Yeon-ju ist eine hartgesottene Staatsanwältin, mit der nicht zu spaßen ist. Sie arbeitet im Büro des Generalstaatsanwalts, wo sie Fälle mit Schwerpunkt Korruption verfolgt, und hegt große Ambitionen auf das Amt der Oberstaatsanwältin. Ihr Leben nimmt eine unerwartete Wendung, als sie im Zuge ihrer Ermittlungen von einem Fahrzeug angefahren wird und infolge der erlittenen Verletzungen ihr Gedächtnis verliert. Im Krankenhaus wird sie fälschlicherweise für Kang Mi-na gehalten, eine Frau, die ihr zum Verwechseln ähnlich sieht und aus einer gut situierten Familie stammt. Als sie wieder zu sich kommt, findet sich Jo Yeon-ju, die immer noch an Amnesie leidet, plötzlich in der Rolle von Kang Mi-na wieder. Für Jo Yeon-ju beginnt ein Kapitel in ihrem Leben, gezeichnet von Intrigen und düsteren Gespinsten, die sich durch das Leben der untergetauchten Kang Mi-na ziehen, deren Rolle sie nun einnimmt, während sie nach der Wahrheit und ihrer Identität sucht.

## Besetzung
| Rolle                                          | Schauspieler   |
| ---------------------------------------------- | -------------- |
| Kang Mi-na / Jo Yeon-ju                        | Lee Ha-nee     |
| Kang Mi-na / Jo Yeon-ju (jung)                 | Kim Do-yeon    |
| Kang Mi-na (nach der Operation) / Kim Eun-jung | Lee Hwa-kyum   |
| Han Seung-wook / Alex Chang                    | Lee Sang-yoon  |
| Han Seung-wook (jung)                          | Kim Young-hoon |
| Han Sung-hye                                   | Jin Seo-yeon   |
| Ahn Yu-jun                                     | Lee Won-keun   |
| Han Seong-woon                                 | Song Won-seok  |
| Han Young-sik                                  | Jeon Kuk-hwan  |
| Noh Hak-tae                                    | Kim Chang-wan  |
| Lee Bong-sik                                   | Kim Jae-young  |
| Kang Myung-guk                                 | Jung In-gi     |
| Ryu Seung-duk                                  | Kim Won-hae    |

## Episodenliste
| Nr. | Deutscher Titel       | Originaltitel                      | Erstausstrahlung (Südkorea) | Deutschsprachige Erstveröffentlichung (D/A/CH) |
| --- | --------------------- | ---------------------------------- | --------------------------- | ---------------------------------------------- |
| 1   | Die Doppelgängerin    | 어떻게 나랑, 저렇게 똑같이 생겼지? | 17. Sep. 2021               | 1. Okt. 2022 A 31. Aug. 2024 B                 |
| 2   | Im Krankenhaus        | 당신 정체가 뭐야?                  | 18. Sep. 2021               | 1. Okt. 2022 A 7. Sep. 2024 B                  |
| 3   | Der Unfallort         | 어디 한번 끝까지 지켜보시죠        | 24. Sep. 2021               | 1. Okt. 2022 A 14. Sep. 2024 B                 |
| 4   | Rücktrittsforderungen | 이거 나 혹시?                      | 25. Sep. 2021               | 1. Okt. 2022 A 21. Sep. 2024 B                 |
| 5   | Bilder                | 그 그림을 어떻게 한 걸까?          | 1. Okt. 2021                | 1. Okt. 2022 A 28. Sep. 2024 B                 |
| 6   | Wer bist du?          | 그거 알아요?                       | 2. Okt. 2021                | 1. Okt. 2022 A 5. Okt. 2024 B                  |
| 7   | Falsche Tatsachen     | 뭘 도와주면 됩니까?                | 8. Okt. 2021                | 1. Okt. 2022 A 12. Okt. 202 B                  |
| 8   | Die Erinnerungen      | 날 접견하겠다는 검사가 너였니?     | 9. Okt. 2021                | 1. Okt. 2022 A 19. Okt. 2024 B                 |
| 9   | Der Bruch             | 나도 이제 안 뺏길 겁니다           | 15. Okt. 2021               | 1. Okt. 2022 A 26. Okt. 2024 B                 |
| 10  | Die Anklage           | 진짜 사랑은 그때부터 시작되는 거고 | 16. Okt. 2021               | 1. Okt. 2022 A 2. Nov. 2024 B                  |
| 11  | Verdächtigungen       | 불을 질렀다고 말하는 대신...       | 22. Okt. 2021               | 1. Okt. 2022 A 9. Nov. 2024 B                  |
| 12  | Vergangen             | 내가 강장수 회장이랑?!             | 23. Okt. 2021               | 1. Okt. 2022 A 16. Nov. 2024 B                 |
| 13  | Nach vorne            | 넌 이제 죽었어, 나한테             | 29. Okt. 2021               | 1. Okt. 2022 A 23. Nov. 2024 B                 |
| 14  | Die Übernahme         | 복수라도 하려고 나타난 거야?       | 30. Okt. 2021               | 1. Okt. 2022 A 30. Nov. 2024 B                 |
| 15  | Erfolg                | 이게 다가 아니야                   | 5. Nov. 2021                | 1. Okt. 2022 A 7. Dez. 2024 B                  |
| 16  | Pläne                 | 스스로 자신임을 잃지 않을 때       | 6. Nov. 2021                | 1. Okt. 2022 A 14. Dez. 2024 B                 |